# Vasco Regini
Vasco Regini (Cesena, 9 september 1990) is een Italiaans voetballer die doorgaans als linksback speelt.
Hij tekende in 2009 bij UC Sampdoria.

## Clubcarrière
Regini werd geboren in Cesena en is afkomstig uit de jeugdopleiding van AC Cesena. In 2009 trok hij naar UC Sampdoria. Op 9 mei 2009 debuteerde de verdediger in de Serie A tegen Reggina Calcio. Gedurende het seizoen 2010/11 werd hij uitgeleend aan US Foggia. De daaropvolgende twee seizoenen was Regini actief voor Empoli. In 2013 keerde hij terug bij Sampdoria.

## Interlandcarrière
Regini kwam uit voor diverse Italiaanse nationale jeugdelftallen. Hij speelde onder meer drie wedstrijden voor Italië –21, waarin hij driemaal ook aanvoerder was. Hij nam met die Italiaanse jeugdploeg deel aan het Europees kampioenschap 2013 in Israël, waar Jong Italië in de finale met 4-2 verloor van de leeftijdgenoten uit Spanje.